# Jalognes
Jalognes és un municipi francès, situat al departament de Cher i a la regió de Centre – Vall del Loira. L'any 2007 tenia 308 habitants.

## Demografia

### Població
El 2007 la població de fet de Jalognes era de 308 persones. Hi havia 147 famílies, de les quals 56 eren unipersonals (30 homes vivint sols i 26 dones vivint soles), 43 parelles sense fills, 39 parelles amb fills i 9 famílies monoparentals amb fills.
La població ha evolucionat segons el següent gràfic:
Habitants censats

### Habitatges
El 2007 hi havia 223 habitatges, 148 eren l'habitatge principal de la família, 60 eren segones residències i 15 estaven desocupats. Tots els 223 habitatges eren cases. Dels 148 habitatges principals, 119 estaven ocupats pels seus propietaris, 22 estaven llogats i ocupats pels llogaters i 8 estaven cedits a títol gratuït; 14 tenien dues cambres, 36 en tenien tres, 37 en tenien quatre i 62 en tenien cinc o més. 116 habitatges disposaven pel capbaix d'una plaça de pàrquing. A 65 habitatges hi havia un automòbil i a 63 n'hi havia dos o més.

### Piràmide de població
La piràmide de població per edats i sexe el 2009 era:
| Homes | Edats   | Dones |
| ----- | ------- | ----- |
| 0     | 95 o +  | 0     |
| 0     | 90 a 94 | 0     |
| 4     | 85 a 89 | 4     |
| 4     | 80 a 84 | 4     |
| 16    | 75 a 79 | 8     |
| 12    | 70 a 74 | 8     |
| 8     | 65 a 69 | 12    |
| 8     | 60 a 64 | 12    |
| 4     | 55 a 59 | 0     |
| 0     | 50 a 54 | 4     |
| 8     | 45 a 49 | 12    |
| 4     | 40 a 44 | 0     |
| 16    | 35 a 39 | 20    |
| 12    | 30 a 34 | 8     |
| 4     | 25 a 29 | 4     |
| 0     | 20 a 24 | 8     |
| 8     | 15 a 19 | 8     |
| 12    | 10 a 14 | 8     |
| 16    | 5 a 9   | 16    |
| 4     | 0 a 4   | 8     |

## Economia
El 2007 la població en edat de treballar era de 188 persones, 134 eren actives i 54 eren inactives. De les 134 persones actives 120 estaven ocupades (65 homes i 55 dones) i 14 estaven aturades (6 homes i 8 dones). De les 54 persones inactives 24 estaven jubilades, 12 estaven estudiant i 18 estaven classificades com a «altres inactius».

### Ingressos
El 2009 a Jalognes hi havia 131 unitats fiscals que integraven 296,5 persones, la mediana anual d'ingressos fiscals per persona era de 16.711 €.

### Activitats econòmiques
Dels 8 establiments que hi havia el 2007, 1 era d'una empresa alimentària, 2 d'empreses de construcció, 3 d'empreses de comerç i reparació d'automòbils, 1 d'una empresa d'hostatgeria i restauració i 1 d'una empresa immobiliària.
Dels 3 establiments de servei als particulars que hi havia el 2009, 1 era un paleta, 1 guixaire pintor i 1 fusteria.
L'any 2000 a Jalognes hi havia 14 explotacions agrícoles.

## Equipaments sanitaris i escolars
El 2009 hi havia una escola elemental integrada dins d'un grup escolar amb les comunes properes formant una escola dispersa.

## Poblacions més properes
El següent diagrama mostra les poblacions més properes.